# Slumra ljuvt i jordens sköte
Slumra ljuvt i jordens sköte är en psalmtext av okänd författare.

## Publicerad i
- Sions Sånger 1951 nr 181.
- Sions Sånger 1981 nr 261 under rubriken "Det eviga livet".